# Nicholas Comper

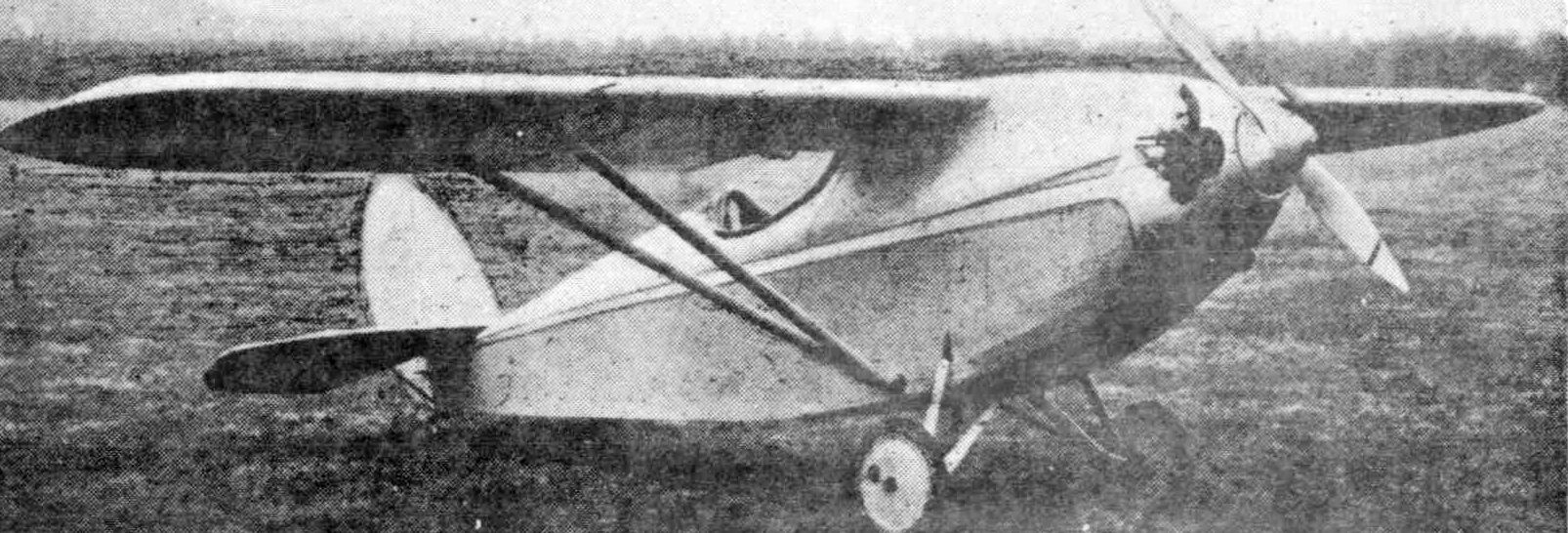
Eine Comper Swift, 1930

Nicholas Comper (* 29. April 1897 in London; † 17. Juni 1939 in Hythe (Kent)) war ein britischer Luftfahrtingenieur. Er entwarf unter anderem die Comper Swift, ein Leichtflugzeug, das 1931 den Weltrekord mit einem Flug von Großbritannien nach Australien erzielte.

## Leben
Nicholas Comper war einer der Söhne des Kirchenarchitekten und Designers Ninian Comper. Zu seinen Geschwistern gehörte John-Baptiste Sebastian Comper. Er wuchs in Beulah Hill in Upper Norwood in London auf. Von 1911 bis 1914 besuchte er das Dulwich College. Danach begann er eine Ausbildung bei de Havilland, wurde Zeichner der Aircraft Manufacturing Company und wurde im April 1916 als Leutnant der Sonderreserve zum Royal Flying Corps abkommandiert. Bis zum Ende des Ersten Weltkriegs war er in dieser Funktion in Frankreich stationiert und wurde dort bei Aufklärungsflügen eingesetzt. Nach dem Krieg blieb er zunächst bei der Air Force, ehe er 1920 ans Jesus College der Universität Cambridge ging, um ein Jahr lang Aerodynamik zu studieren. Danach wechselte er nach Felixstowe, wo er sich mit Wasserflugzeugen und Flugbooten befasste, und ging dann als technischer Ausbilder an die Cranwell Academy. Dort war unter anderem Frank Whittle sein Schüler.
Er gehörte 1923 zu den Gründern des Cranwell Light Aeroplane Clubs. In Cranwell baute er vier Leichtflugzeuge. Eines davon gewann die internationalen Zuverlässigkeitsprüfungen in Lympne bei Folkestone, ein anderes, die CLA-3, bekam bei der gleichen Veranstaltung ein Jahr später den zweiten Platz bei der Geschwindigkeitsprüfung. Nachdem Comper im März 1929 die Royal Air Force verlassen hatte, gründete er die Comper Aircraft Company.
In seinem Werk auf dem Hooton Aerodrome in Cheshire baute er die Comper Swift. Der Prototyp, der als G-AARX registriert wurde, wurde 1930 der Öffentlichkeit präsentiert. Es handelte sich um einen einsitzigen Hochdecker in Holzbauweise mit einem 40-PS-Kolbenmotor von Scorpion. Die nachfolgenden sieben Exemplare des Flugzeugs erhielten 50-PS-Motoren, weitere drei, meist als Gipsy Swift bezeichnet, wurden noch üppiger motorisiert. Mit einer Comper Swift absolvierte Charles Butler 1931 den Rekordflug nach Darwin in Australien. Er brauchte dafür neun Tage und zwei Stunden. 
Compers Swifts wurden bei allen wesentlichen Flugwettbewerben ihrer Zeit gemeldet. Von 1930 bis 1937 waren Comper-Flugzeuge bei jedem King’s Cup Air Race dabei; im Jahr 1933 waren es gleich sieben Flugzeuge. Comper flog seine Maschinen bei den Wettbewerben zum Teil selbst. 
Die Weltwirtschaftskrise setzte Compers Unternehmen hart zu. Im März 1933 verlegte er die Produktion nach Heston, wo er mit moderneren Anlagen seine Modelle Mouse, Kite und Streak unter günstigeren Bedingungen weiterzubauen gedachte. Doch im August 1934 wurde die Firma liquidiert. Ungefähr um diese Zeit ging auch Compers Ehe mit seiner Frau Phyllis in die Brüche, aus der die Tochter Naomi hervorgegangen war. 
Nicholas Comper wurde technischer Berater und Chefkonstrukteur bei Blackburn Aeroplane. Er sollte dort den Bau eines Hubschraubers betreuen, den Oskar Asboth entworfen hatte. Zwar hatte Comper auf diesem Gebiet Erfahrung, da er 1932 an dem Tragschrauber Comper C.25 gearbeitet hatte, aber das Projekt bei Blackburn endete nicht erfolgreich. Mit Francis Walker, einem seiner ehemaligen Piloten, versuchte er dann ein neues Unternehmen in London aufzuziehen. Doch seine Geldgeber sahen ihre Investitionen nicht wieder. Comper entwarf schließlich zu Hause ein Aufklärungsflugzeug namens the Scamp, das von Studenten in Brooklands gebaut werden sollte. Das Flugzeug wurde aber nie fertiggestellt. Im Dezember 1936 gründete Comper eine neue Firma, die Comper Aeroplanes Limited. Den Flugzeugen, die er nun konstruierte, gab er die Namen Dominion und Commerce. Auch dieses Projekt rettete ihn nicht vor dem finanziellen Desaster.

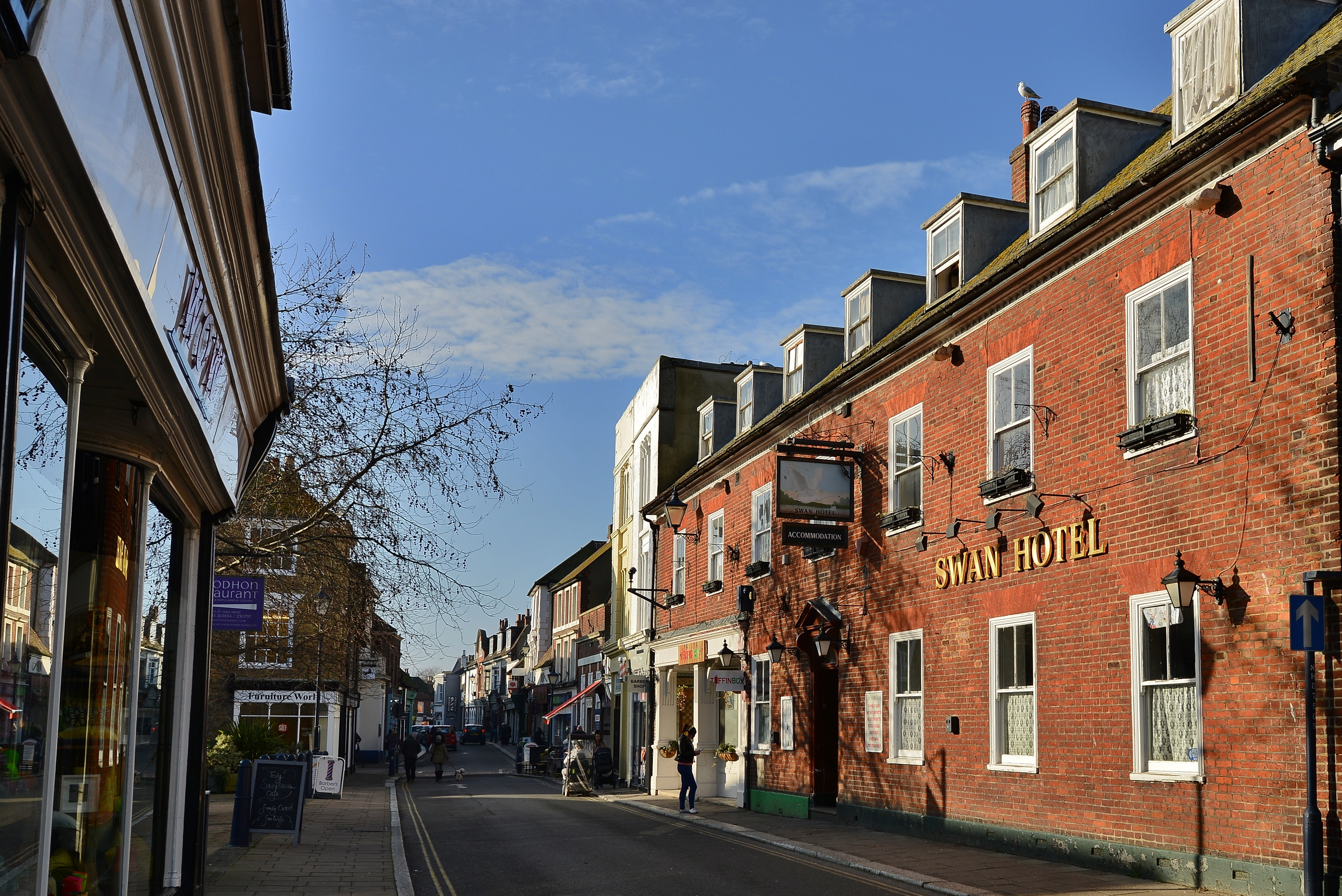
Die High Street mit dem Swan Hotel in Hythe

Am Dienstag, dem 20. Juni 1939, meldete der Northern Star, Nicholas Comper habe das vorhergehende Wochenende mit seinem Freund, dem Besitzer des Swan Hotels in Hythe, verbracht und sich allein auf einen Spaziergang begeben. Später sei er bewusstlos auf der High Street gefunden worden und in ein Krankenhaus gebracht worden, wo er an einer Fraktur der Schädelbasis gestorben sei. Ein Mann werde des Totschlags beschuldigt.
Später klärte sich auf, was geschehen war: Comper, der zu diesem Zeitpunkt nicht einmal mehr Strom und Gas bezahlen konnte, war in Hythe in einem Pub eingekehrt und an die Luft gesetzt worden, als er versucht hatte, in den Räumlichkeiten des Pubs ein Feuerwerk zu zünden. Daraufhin hatte er sich auf der Straße angeschickt, diesen Plan zu verwirklichen, war aber von einem Passanten gefragt worden, was er denn da tue. Angeblich hatte Comper geantwortet, er gehöre der IRA an und habe vor, das Rathaus in die Luft zu jagen, woraufhin ihn der Passant niederschlug. Die Hirnblutung, die Comper erlitt, weil sein Kopf auf einen Bordstein aufgeschlagen war, endete tödlich.